# Gastón Cerda Baeza
Gastón Cerda Baeza (Rancagua, 1876 - 19 de julio de 1937) fue un profesor y político chileno. Hijo de Ricardo Cerda Lecaros y Loreto Baeza Cárcamo. Primo del ex alcalde de Rancagua, Fidel Cerda Lavalle. Fue educado en el Liceo de Hombres de Rancagua y en el Instituto Pedagógico de la Universidad de Chile, donde se tituló en 1901 como profesor de Historia y Geografía.
Miembro del Partido Radical, fue dirigente de su colectividad en la provincia. Regidor de Rancagua en 1910, fue elegido Alcalde de la Municipalidad de Rancagua (1915-1920). Durante su administración inauguró el tranvía por calle Estado e Independencia, pleno centro de la ciudad de Rancagua (1918).